# Zaraqan
Zaraqān (farsi زرقان) è una città dello shahrestān di Shiraz, circoscrizione di Zaraqan, nella provincia di Fars. Aveva, nel 2006, una popolazione di 19.861 abitanti.